# Dan Tieman
Daniel Theodore Tieman, detto Dan (Covington, 30 novembre 1940 – 30 ottobre 2012), è stato un cestista e allenatore di pallacanestro statunitense, professionista nella NBA.